# Теруелска операция
Теруелската операция се води в и около град Теруел по време на Гражданската война в Испания между декември 1937 г. и февруари 1938 г., по време на най-лютата испанска зима от 20 години. Битката е една от най-кървавите през войната, като градът сменя притежателя си няколко пъти, като първо пада в ръцете на републиканците и после е превзет от националистите.
В хода на боевете Теруел е подложен на тежка артилерия и въздушна бомбардировка. В двумесечната битка и двете фракции взимат 110 000 жертви.
Със своето превъзходство в численост и материали лидерът на националистите Франсиско Франко си връща Теруел. Тази битка се превръща в повратна точка на войната.

## Битката
Републиканската дивизия на Листер атакува Теруел, докато вали сняг на 15 декември 1937 г. без предварителна въздушна или артилерийска бомбардировка. Листер и неговият колега командир, полковник Енрике Фернандес Ередия обсаждат града. Те незабавно заемат позиция на височините на Ла Муела и до вечерта обкръжават града. Франсиско Франко, командирът на националистите, решава на 23 декември да помогне на защитниците в Теруел, тъй като според него е въпрос на политика нито една провинциална столица да не падне в ръцете на републиканците. Подобна загуба би била политически провал и Франко е решен да не прави отстъпки. Той току-що е започнал голяма офанзива при Гуадалахара и облекчението на Теруел го принуждава да се откаже от тази офанзива, за голямо отвращение на неговите италиански и германски съюзници.

### Републикански напредък и обсада
До 21 декември републиканските сили са в града. Ърнест Хемингуей и двама журналисти, единият от които е кореспондентът на The New York Times Хърбърт Матюс, придружават войските, влизащи в Теруел. До Коледа националистите все още окупират група от четири ключови точки: сградата на гражданския губернатор, Банката на Испания, манастира Санта Клара и семинарията. Радио Барселона на републиканците съобщава, че Теруел е паднал, но Рей д'Харкорт и останките от гарнизона от 4 000 души все още удържат. Обсадата продължава с ръкопашни боеве и сграда срещу сграда. Републиканците бомбардират сграда с артилерия.

### Националистически опити за помощ
Франко отменя офанзивата в Гуадалахара на 23 декември, но силите за помощ не могат да започнат атаката си до 29 декември. Франко може само да прати съобщения до Рей д'Харкорт да устои на всяка цена. Междувременно републиканците натискат атаката си в ужасното време. Националистическата контраатака започва по график на 29 декември с командването на опитните генерали Антонио Аранда и Хосе Енрике Варела. Германският легион „Кондор“ покрива атаката. В навечерието на Нова година огромно усилие позволява на националистите да бъдат на височините Ла Муела и всъщност да нахлуят в града и да превземат арената за борба с бикове и жп гарата, но не успяват да задържат позициите си в града. След това времето се влошава с началото на четиридневна виелица, при която падат 120 cm сняг и температури от -18 °C. Бойното поле спира, тъй като оръдията и машините замръзват, а войските страдат ужасно от измръзване. Националистите страдат най-много, тъй като нямат топли дрехи. Много ампутации са извършени за отстраняване на измръзнали крайници.
Франко продължава да насочва хора и машини и ходът на битката бавно започва да се обръща. Въпреки това републиканците затягат обсадата си и до Нова година през 1938 г. защитниците на манастира са мъртви. Сградата на гражданския губернатор пада на 3 януари, но Рей д'Харкорт продължава да се бие; Ърнест Хемингуей присъства на падането му. Нападателите и защитниците са на различни етажи на сградата и стрелят един срещу друг през дупки в подовете. Вече защитниците нямат вода, малко медицински консумативи и храна. Техните защити са купчини руини, но продължават да издържат. Напредъкът на националистите спира поради времето и накрая на 8 януари Рей д'Харкорт се предава с Анселмо Поланко, епископът на Теруел. Теруел е превзет от републиканците.
Републиканците, в едно от последните си действия на войната, убиват Рей д'Харкорт и епископа, заедно с 41 други пленници през февруари 1939 г. След капитулацията на Рей д'Харкорт, цивилното население на Теруел е евакуирано и републиканците стават обсадени, а националистите - обсаждащи.

### Националистическа контраофанзива
След капитулацията на Рей д'Харкорт, струпването на националисти започва да се отразява на републиканските сили. Когато времето се прояснява, националистите започват ново настъпление на 17 януари 1938 г. Два дни по-късно републиканското ръководство се отказва от скрупулите си, че битката при Теруел е изцяло испанска операция и нарежда на интернационалните бригади да се присъединят към борбата. Много от частите са в района, но в резерв. Известни личности и политици междувременно забавляват и посещават батальоните. Американският симпатизиращ на комунистите певец Пол Робсън пее за тях на Бъдни вечер с репертоар, който включва L'Internationale и завършва с Ol' Man River. Бъдещият британски министър-председател Клемент Атли, левият политик от Лейбъристката партия Елън Уилкинсън и бъдещият правителствен служител и дипломат от Лейбъристката партия Филип Ноел-Бейкър посещават британска част.
Бавно, но сигурно националистите напредват и височините Ла Муела падат. Републиканските сили започват яростни контраатаки на 25 януари и през следващите два дни, но успехите им са временни. Накрая, на 7 февруари, националистите атакуват северно от Теруел. Това е слаба зона, тъй като повечето републикански сили са съсредоточени на юг около самия Теруел. Масивна кавалерийска атака, една от последните в историята на военните действия (с едно или две изключения близо до Каспийско море по време на Втората световна война), разбива защитата на републиканците и ги разпръсква. Аранда и Ягуе бързо напредват и победата е пълна. Националистите взимат хиляди пленници и хиляди тонове провизии и боеприпаси.
Последната битка започва на 18 февруари. Аранда и Ягуе отрязват града от север и след това го обкръжават, както републиканците правят през декември. На 20 февруари Теруел е откъснат от бившата републиканска столица Валенсия и с навлизането на националистите в града Ернандес Саравия дава заповед за изтегляне. По-голямата част от армията бяга, преди маршрутът да бъде прекъснат, но около 14 500 души са хванати в капан. Колоритният комунистически републикански командир Ел Кампесино е обграден, но в крайна сметка успява да избяга. Той твърди, че Листер и други комунистически командири са го оставили на произвола на съдбата с надеждата, че ще бъде убит или заловен. Националистите превземат Теруел на 22 февруари.
Националистите откриват 10 000 републикански трупа в Теруел след края на битката.

## Последица
Теруелската операция изчерпва ресурсите на Републиканската армия. Испанските републикански военновъздушни сили не могат да заменят самолетите и оръжията, които са загубили в битката при Теруел. От друга страна, националистите съсредоточават по-голямата част от силите си на изток и се подготвят да преминат през Арагон в Каталуния и Леванте. Франко има предимство при снабдяването, тъй като националистите контролират ефективно управляваната индустриална мощ в Страната на баските. Републиканското правителство обаче трябва да остави оръжейната индустрия в Каталуния в ръцете на анархистите. Отвоюването на Теруел от Франко е горчив удар за републиката след големите надежди, породени от превземането на града. Той премахва и последното препятствие пред пробива на Франко към Средиземно море.
Франко губи малко време и започва Арагонската офанзива на 7 март 1938 г. Републиката изтегля най-добрите си войски, за да ги попълни след загубата на Теруел на 22 февруари и републиканците, все още неспокойни от тежките загуби при Теруел, оказват малка съпротива. Националистите преминават през Арагон, навлизат в Каталуния и провинция Валенсия и стигат до морето. До 19 април 1938 г. те контролират 60 км брегова линия и така разделят републиката на две.